# Vlag van Bremen
De vlag van Bremen bestaat uit (officieel: minstens) acht even hoge horizontale banen, om en om in rood en wit. Aan de linkerkant zijn twee verticale banen in blokkenmotief uitgevoerd. De vlag is op 21 november 1947 officieel bevestigd.
|  |  |  |

De twee varianten van de staatsvlag mogen ook door burgers gebruikt worden. De eerste variant heeft acht banen met een eenvoudig wapen; de tweede variant heeft twaalf banen met een groot wapen.